# Let's Go Together
Let's Go Together è un singolo del gruppo musicale italiano Change, pubblicato nel marzo 1985 come primo singolo dall'album Turn on Your Radio.
Si tratta dell'ultimo singolo del complesso ad aver fatto il suo ingresso nelle classifiche americane, dove si fermò entro la Top 100.

## Tracce
7"
1. Let's Go Together - 4:10
2. Part of Me - 3:16

12"
1. Let's Go Together - 6:06
2. Part of Me - 5:26

## Classifiche
| Classifica (1985)   | Posizione massima |
| ------------------- | ----------------- |
| Paesi Bassi         | 42                |
| Regno Unito         | 37                |
| Stati Uniti         | 97                |
| Stati Uniti (dance) | 33                |
| Stati Uniti (soul)  | 56                |